# Arif Məlikov
Arif Məlikov (Baku, 1933. szeptember 13. – Baku, 2019. május 9.) szovjet-azeri zeneszerző.

## Életútja
1958-ban zeneszerzőként diplomázott a Baku Konzervatóriumban. 1961-ben vált ismertté a Məhəbbət əfsanəsi (Legenda a szerelemről) című balett zenéjével, amelyet a Kirov Állami Akadémiai Operaház és Balett Színházban mutattak be Leningrádban. Számos filmhez írt zenét és szinte minden zenei műfajban kipróbálta magát. 1991 végén, Azerbajdzsán függetlenné válása után Bakuban telepedett le és az Azerbajdzsáni Állami Konzervatóriumban tanított zenét. Az Eurázsiai Akadémia alapító tagja volt.

## Művei
Balettzenék
- Məhəbbət əfsanəsi  (1961)
- Ölümdən güclü (1966)
- Yer üzündə iki nəfər (1969)
- Ali Baba és a negyven rabló (Əlibaba və qırx quldur) (1973)
- İki ürək dastanı (1981)
- Yusif və Züleyxa (1999)

Szimfonikus művek
- Simfonik nağıl
- Səkkiz simfoniya (1958–2000)
- szimfonikus versek: Nağıl, Füzuli, Metamorfozlar, Axırıncı aşırım, Qəhrəmani
- 7 saylı Simfoniya (1995)
- «Azərbaycan» balladası (1995)

Opera
- Dalğalar (1967)

Filmzenék
- Sehrli xalat (1964)
- A 26 hős (İyirmialtılar) (1966)
- Məhəbbət əfsanəsi (1969, tv-film)
- Axırıncı aşırım (1971)
- Ulduzlar sönmür (1971)
- A vörös tulipánok völgye (Rüstəm və Söhrab) (1971)
- Ürək məsələləri (1971)
- A sah fia (Сказание о Сиявуше) (1977)
- Qərib cinlər diyarında (1977)
- Qız qalası əfsanəsi (1978)
- İşarəni dənizdən gözləyin (1986)
- Məhəbbət əfsanəsi (1987)
- Doğma sahillər (1989)
- Gecə qatarında qətl (1990)
- Kitabi Dədə Qorqud. Səkrəyin dastanı (1990)
- Kamil (1997)
- Tənha ruh (1998)
- Tanrıya tapınan Kiş (2001)
- Hacı Qara (2002)
- Maestro (2002)
- Kitabi Dədə Qorqud. Basat və Təpəgöz (2003)
- Nəfəs alətləri (2004)
- Oqtay Ağayev. Ötən günlər (2004)
- Rəssam ömrünün palitrası. Xalq rəssamı Böyükağa Mirzəzadə (2006)
- Dağlı çörəyi (2007)
- Hədiyyələr, həyəcanlar... (2007)
- Maestro Niyazi (2007)

## Díjai
- Az Azerbajdzsáni Szovjet Szocialista Köztársaság népművésze (1978)
- Az Azerbajdzsáni Szovjet Szocialista Köztársaság állami díja (1986)
- A Szovjetunió népművésze (1986)